# Orkestar Oružanih snaga Republike Hrvatske
Orkestar Oružanih snaga Republike Hrvatske, reprezentativni orkestar Republike Hrvatske, osnovan je 1991. godine kao nastavak tradicije glazbenih sastava u hrvatskim vojnim postrojbama. Orkestar izvršava protokolarne zadaće za potrebe državnog i vojnog protokola. Profesionalom izgradnjom Oružanih snaga Republike Hrvatske stvorena je pretpostavka za ustroj takvoga glazbenog tijela. Proces stvaranja tekao je postupno, a započeo je formiranjem Reprezentativnog orkestra Zbora narodne garde 1991. godine.
Orkestar danas ustrojstveno pripada pod Zapovjedništvo za potporu. Aktualni zapovjednik orkestra je Miroslav Vukovojac-Dugan.
Orkestar OSRH ustrojbeno obuhvaća:
- Simfonijski puhački orkestar OSRH
- Orkestar HRM-a
- Klapu Sv. Juraj HRM-a

## Početak
Reprezentativni orkestar Zbora narodne garde ustrojen je pri Glavnom stožeru. Bio je mobilizacijskim razvojem sastavljen od profesionalnih glazbenika-pričuvnika koji su smatrali da svojim glazbenim umijećem mogu pridonijeti stvaranju budućega orkestra Hrvatske vojske i na taj način, usred rata, pridonijeti stvaranju hrvatske države. Sastav je vodio cijenjeni dirigent i glazbenik, Josip Janković. Prvi javni nastup Orkestar je održao na glasovitom prvom postrojavanju Zbora narodne garde 28. svibnja 1991. na stadionu u Kranjčevićevoj ulici u Zagrebu. Vojni orkestar Hrvatske vojske ustrojen je krajem iste 1991. u sklopu Ministarstva obrane s ciljem da bude sastavljen od djelatnika - časnika, dočasnika i vojnika Hrvatske vojske. Među osobama važnima za stvaranje Orkestra ističu se Franjo Kaučić, Stjepan Katalenić i Josip Cmuk. Prvi se pokusi održavaju u Dvorani August Cesarec u Zagrebu, a kasnije na četvrtom katu Doma HV-a Zvonimir u Zvonimirovoj 12.
Svoj rad Orkestar je okrunio prvim javnim nastupom u prigodi preuzimanja vojarne Maršal Tito, današnje Croatia u Zagrebu, a prvi protokolarni nastup održao je 14. siječnja 1992. u Predsjedničkim dvorima, u prigodi posjeta predsjednika Italije Franccesca Cosige Republici Hrvatskoj uz priznanje Republike Hrvatske od strane Italije. Uz pojedine glazbenike nekadašnjega Vojnog orkestra JNA koji pristupaju novom ansamblu, u Orkestar tada dragovoljno pristupaju: Karlo Benko, Danijel Andročec, Andrija Petej, Davor Dropuljić, Marko Ivanović, Tedi Lušetić, Domagoj Franić i Miroslav Vukovojac-Dugan. Ta skupina mladih glazbenika od samog početka želi da vojni orkestar postane nešto novo i drukčije.

### Prva javna audicija
Tijekom 1992. Orkestar nastupa na bojištima diljem domovine. Osnovni mu je cilj održati visoki stupanj borbenog morala hrvatskih vojnika. Orkestar vodi satnik Josip Cmuk koji priprema glazbenike i za prve koncerte (prvi Božićni koncert 1991. godine). Početkom 1992. dirigentsko vodstvo preuzima umirovljeni časnik August Putarek, a u studenom u Orkestar dolazi Mladen Tarbuk. 1. prosinca 1992. održava se i prva javna audicija. Odaziv je veliki, a u Orkestar je primljeno petnaestak novih, visokoobrazovanih glazbenika - studenata i diplomiranih glazbenika Muzičke akademije u Zagrebu. Sve je očitija želja da se iz klasičnoga vojnog orkestra stvori reprezentativno glazbeno tijelo Hrvatske vojske. Uvodi se novi, zahtjevnijih repertoar i tada nastale obradbe djela hrvatskih autora poput suite iz Ere s onoga svijeta Jakova Gotovca i U boj, u boj! Ivana pl. Zajca. Veliki doprinos stvaranju repertoara daju skladatelji i obrađivači Nikica Kalogjera, Marko Poklepović i Vlado Vuzem.

## Nastupi
Sezonom 1993./1994. u Hrvatskome glazbenom zavodu i zagrebačkim crkvama otpočinje intenzivna koncertna djelatnost Orkestra. Obavljaju se i zadaće za Državni protokol i njegove odjele - Predsjednički, Vladin i Saborski protokol, a neprestano stižu pohvale za kvalitetnu izvedbu himni stranih zemalja. Orkestar tih godina izgrađuje i vizualni identitet: Krajem 1992. šivaju se prve svečane odore. Odlukom ministra obrane 1. svibnja 1995. ukidaju se Reprezentativni orkestar ZNG-a i Vojni orkestar HV-a te ustrojava Simfonijski puhački orkestar Hrvatske vojske sa sjedištem u Zagrebu. Njegovim formiranjem zadovoljavaju se sve vojne i protokolarne potrebe.
Tadašnje vodstvo orkestra - zapovjednik Tedi Lušetić, zamjenik Domagoj Franić, šef dirigent Mladen Tarbuk i predvodnik Marko Poklepović, ustraje na profiliranoj repertoarnoj politici ansambla. Orkestar postaje jedno od vodećih glazbenih tijela u Hrvatskoj. Pored protokolarnih zadaća, uz simfonijsku sezonu u Koncertnoj dvorani Vatroslava Lisinskog, Orkestar razvija opsežnu koncertnu djelatnost širom Hrvatske. Okosnicu repertora čine originalne skladbe za puhače, hrvatske praizvedbe djela svjetske glazbene baštine, djela suvremenih skladatelja i praizvedbe hrvatskih autora. Unutar orkestra djeljuje i niz komornih sastava različite vrste s komornom sezonom u Hrvatskome glazbenom zavodu, potom sastav limenih puhača, big band te hodni sastav. Pored šefa dirigenta Mladena Tarbuka Orkestrom ravnaju ugledni hrvatski i svjetski dirigenti: Dragan Sremec, Tomislav Uhlik, Miljenko Prohaska, Vladimir Kranjčević, Pavle Dešpalj, Nikša Bareza, Vjekoslav Šutej, Uroš Lajovic, Krešimir Šipuš, Walter Hilgers i dr.
Uz Orkestar nastupaju i mnogi ugledni solisti: klarinetist Radovan Cavallin, oboist Branko Mihanović, hornist Radovan Vlatković, violinist Anđelko Krpan, saksofonist Dragan Sremec, pijanistica Nina Patarčec, trubač Stanko Arnold, tubist Darko Rošker, trombonist Branimir Slokar. Mnogi hrvatski skladatelji napisali su nova djela za Orkestar, a među njima i Anđelko Klobučar, Anđelko Igrec, Marko Ruždjak, Mladen Tarbuk, Tomislav Uhlik, Igor Kuljerić, Zoran Juranić, Krešimir Seletković, Branimir Lazarin, Sanda Majurec Zanata, Olja Jelaska, Antun Tomislav Šaban, Davor Bobić, Josip Magdić, Vjekoslav Nježić, Frano Đurović, Zoran Juranić, Berislav Šipuš, Davorin Kempf, Ruben Radica, Stanko Horvat i dr. Osim koncerata u glazbenim sezonama, najvažnije nastupe Orkestar ostvaruje na hrvatskim ljetnim festivalima (Rovinj, Krk, Zagreb, Zadar, Hvar), Varaždinskim baroknim večerima, euharistijskim slavljima u prigodi dolaska Pape Ivana Pavla II. u Zagreb 1995. i 1998., na Međunarodnoj glazbenoj tribini u Opatiji i Puli, otvorenju Dubrovačkih ljetnih igara 1997. i 1998. te Muzičkom biennalu Zagrebu, na gostovanjima u Budimpešti 1997., na međunarodnom festivalu Moskovska jesen 1997., u Karlsruheu 1998. i Bruxellesu 1999. godine.

## Poveznice
- Klapa Sveti Juraj HRM
- Mi smo garda Hrvatska